# 利比亞航空
利比亞航空（阿拉伯语：‎，舊稱利比亞阿拉伯航空）是利比亞的國家航空公司。利比亚航空以的黎波里為运营基地，提供前往歐洲、北非和中東地區的定期航班。利比亞航空亦是阿拉伯航空運輸組織和國際航空運輸協會的成員。
由於2011年利比亞內戰關係，利比亞航空已於同年3月停飛，其私有化計劃及預定在2010年11月與泛非航空的合併亦延期執行。

## 歷史

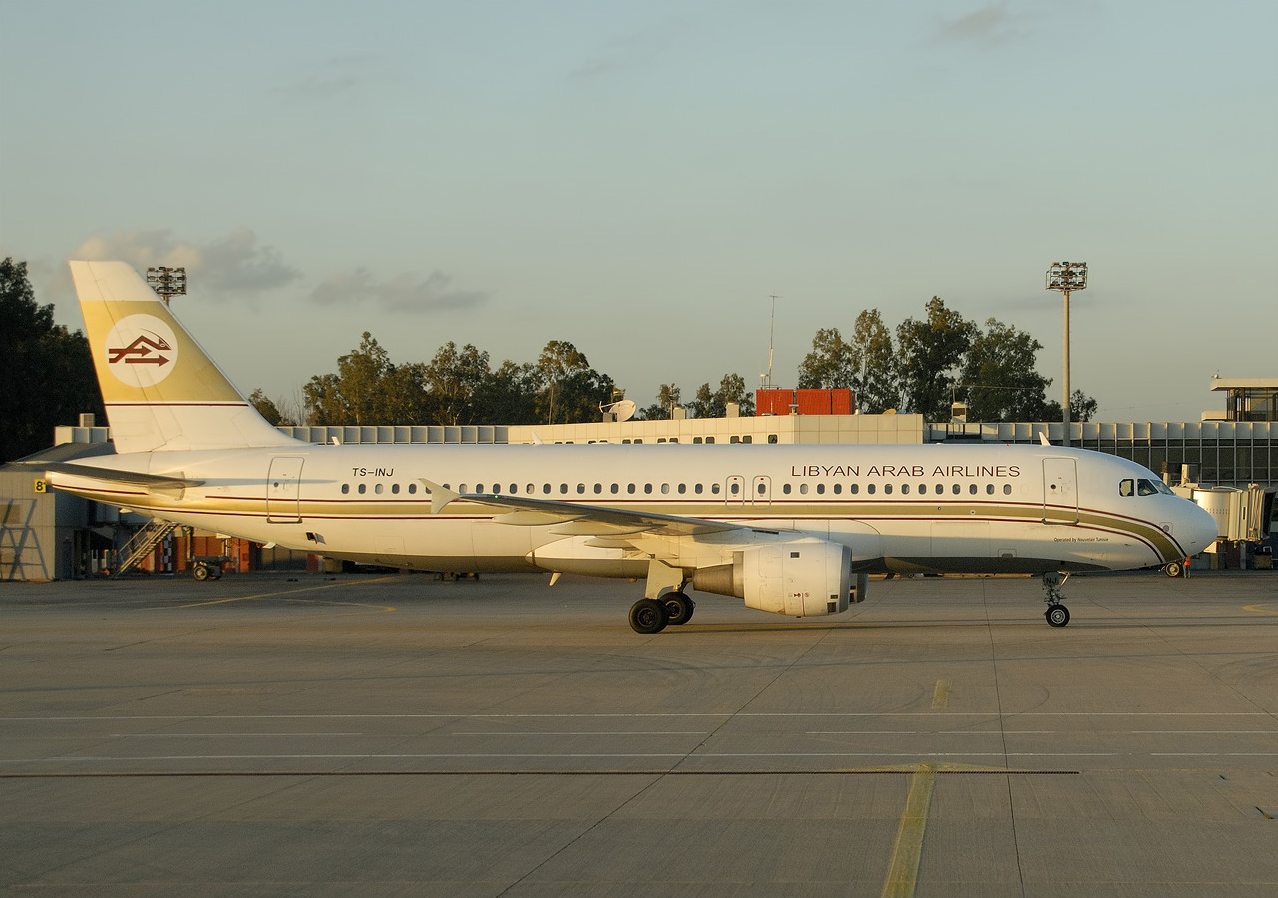
一架利比亞航空A320客機停泊在的黎波里國際機場

利比亞航空在1964年成立時命名為利比亞王國航空，1965年10月開始提供服務，最初主要提供從的黎波里及班加西往鄰國及歐洲的航班，以及本國國內航班。至1968年，其航點包括雅典、貝魯特、開羅、日內瓦、倫敦、巴黎、羅馬和突尼斯市，使用快帆和福克F27飛機執行。以外利比亞航空與意大利航空、中東航空和英國海外航空有班號共用協議。
1969年穆阿邁爾·格達費掌權後，利比亞王國航空更名為利比亞阿拉伯航空。在1970年代，使用波音707營運長途航班及波音727營運短途航班，為航空公司的骨幹機種。1979年，由于该航空公司被怀疑将波音727用于军事用途，原计划交付利比亚阿拉伯航空的三架波音747订单被取消。至1986年，歐洲航點包括阿姆斯特丹、貝爾格勒、布加勒斯特、布達佩斯、法蘭克福、伊斯坦堡、馬德里、米蘭、莫斯科、布拉格、索菲亞、維也納、華沙和蘇黎世。
受聯合國安理會748號決議影響，認為利比亞政府有支援恐怖份子策動洛克比空難及法國聯合航空772號班機（法語：Union des Transports Aériens），對利比亞實施貿易制裁，包括飛機供應和取消其在外國的飛航及起降權。這使利比亞航空無法執行任何國際航班，只能經營國內航線。由於無法取得西方國家的飛機零件供應，因此只好向蘇聯購入伊留申76和圖-154飛機。
1999年初貿易制裁取消後，利比亞阿拉伯航空重建其國際航線，向空中巴士、ATR和龐巴迪宇航公司訂購飛機。安曼是利比亞航空首個重開的國際航線，2001年與Jamahiriya航空合併後，其服務更迅速擴張。利比亞阿拉伯航空於2006年易名為利比亞航空，並採取積極擴張政策，大力吸取歐洲商務和觀光旅客，新增安卡拉和雅典等航線。
2007年7月31日，利比亞航空成為國有的利比亞泛非航空控股公司的子公司，與泛非航空屬同一集團。利比亞泛非航空控股公司是由利比亞國家社會基金(30%)、利比亞國立投資公司(30%)、利比亞非洲投資基金(25%)和利比亞外地投資公司(15%)的舊政府組織所組成 。2010年9月10日，利比亞航空與泛非航空宣佈將會於11月位併，但此計劃由內戰而無限期擱置
。
2011年，由於利比亞內戰、北約禁飛區及聯合國安理會1973號決議的影響，所有航班在3月17日暫停服務。

## 機隊

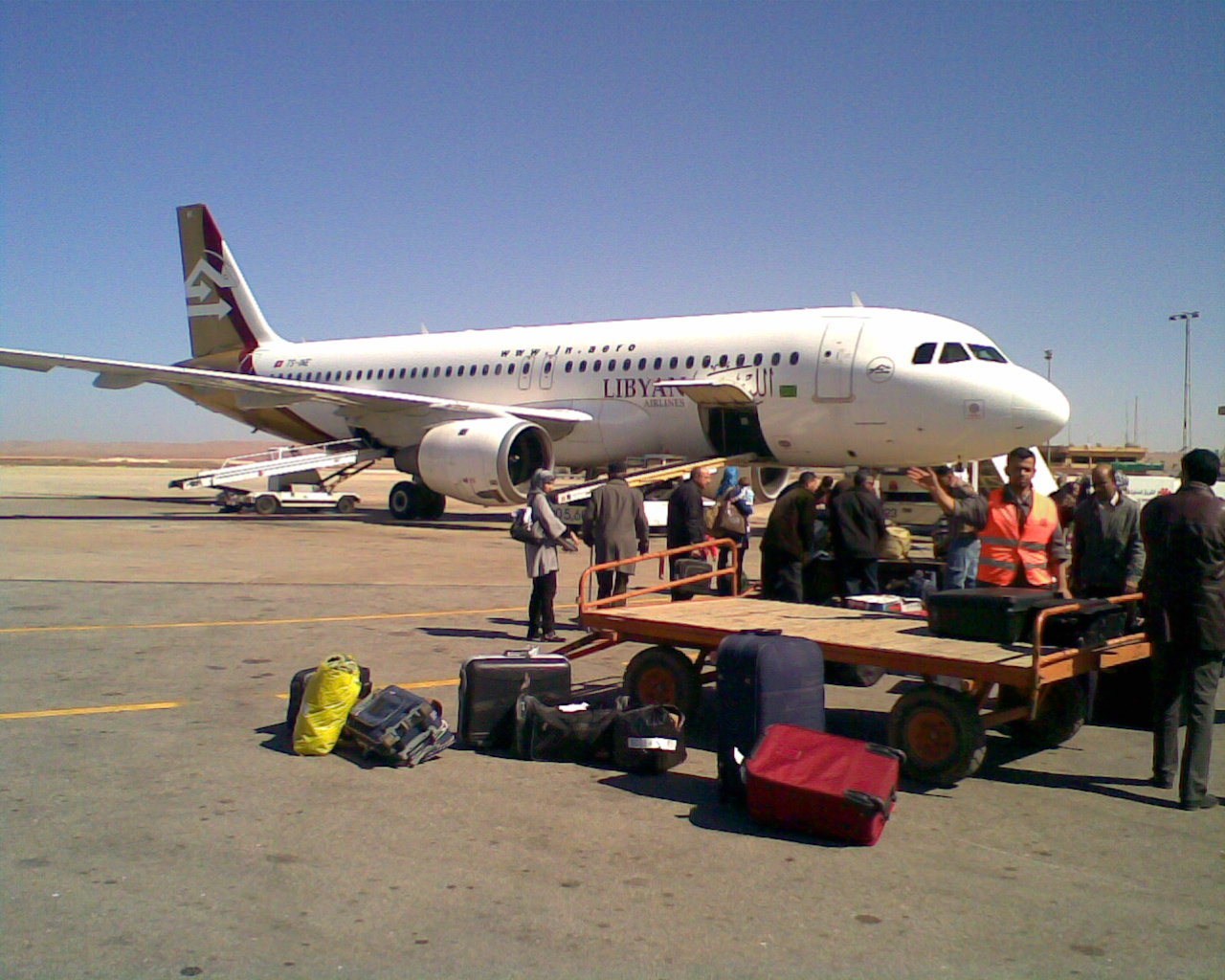
一架在貝尼納國際機場的A320客機

至2015年9月，利比亞航空的機隊如下：

## 外部連結
- （英文）利比亞航空（阿拉伯航空運輸機構）